# Canis canem non est
Canis canem non est (in italiano Cane non mangia cane) è un proverbio latino che ha il significato metaforico di "i farabutti non vanno l'uno contro l'altro".
Viene citato riferendosi ai membri di una categoria che evitano di compiere azioni che potrebbero danneggiare altri membri della stessa categoria, anche se facendole otterrebbero dei vantaggi.
Spesso è erroneamente citato come Canis canem non edit; il videogioco Canis Canem Edit (nella versione originale "Bully") prende il nome proprio da tale citazione, ironicamente rovesciata.